# ルイス・スアレス・ミラモンテス
ルイス・スアレス・ミラモンテス（Luis Suárez Miramontes, 1935年5月2日 - 2023年7月9日）は、スペイン・ア・コルーニャ出身の元サッカー選手、元サッカー指導者。ポジションはミッドフィールダー。選手時代はスペイン代表であり、監督としてもスペイン代表を指揮した。
1960年にはスペイン出身の選手として初めてバロンドールを受賞した。スペイン史上最高の選手のひとりとみなされており、エレガントで優雅なプレースタイルが特筆される。

## 経歴

### 選手時代

#### クラブ
ガリシア地方のア・コルーニャに生まれ、1949年、14歳の時にデポルティーボ・ラ・コルーニャの下部組織であるファブリルSD（Bチームに相当する）に入団した。1953年12月6日、FCバルセロナ戦でトップチームデビュー。デポルティーボではパイーニョやアルセニオ・イグレシアスとともにプレーし、1953-54シーズンには17試合に出場して3得点を挙げた。
1954年夏にバルセロナに移籍したが、1954-55シーズンはセグンダ・ディビシオン（2部）のCDエスパーニャ・インドゥストリアルにレンタル移籍した。1955年にバルセロナに復帰するとレギュラーに定着し、ラディスラオ・クバラ、チボル・ゾルターン、シャーンドル・コチシュ、アントニ・ラマレッツ、エヴァリストなどとともにプレーした。エレニオ・エレーラ監督が指揮し、1958-59シーズンにはプリメーラ・ディビシオン（1部）とコパ・ヘネラリシモ（現在のコパ・デル・レイ）のダブル（2冠）を達成。1958年のバロンドール投票では初めてノミネートされ、1959年の投票では4位の22ポイントを獲得した。1959-60シーズンにはリーグ戦とインターシティーズ・フェアーズカップのダブルを達成し、1960年のバロンドール投票では54ポイントを獲得して同賞を受賞した。1960-61シーズンのUEFAチャンピオンズカップ予選でリールセSK（ベルギー）を、1回戦で同大会5連覇中のレアル・マドリード（スペイン）を、準々決勝でスパルタク・フラデツ・クラーロヴェー（チェコスロバキア）を、準決勝でハンブルガーSV（西ドイツ）を破って決勝に進出したが、エウゼビオを擁するSLベンフィカに2-3で敗れた。スアレスはストライカーではなくプレーメーカーだったが、バルセロナではちょうど2試合に1点の割合（122試合61得点）でゴールを決めた。
1961年、当時の史上最高額となる2億5000万リラ（14万2000ポンド）の移籍金でセリエAのインテルに移籍した。前年にはバルセロナ時代の恩師であるエレーラ監督がインテル監督に就任しており、再び彼の下で中心選手として活躍した。1960年代のインテルはグランデ・インテルと呼ばれる黄金期であり、セリエAで3回、UEFAチャンピオンズカップで2回、インターコンチネンタルカップで2回優勝した。1961年のバロンドール投票では4位、1963年の投票では8位、1964年の投票では2位、1965年の投票では3位と、安定して高いレベルの活躍を見せ、インテルでは1970年までに328試合に出場して55得点を挙げた。
1970年にはUCサンプドリアに移籍。1972年に現役引退した。

#### スペイン代表
1957年1月30日、オランダ代表戦(6-1)でスペイン代表デビューした。スペイン代表は1958 FIFAワールドカップは予選で敗退し、本大会に出場していない。1960 欧州ネイションズカップ（UEFA欧州選手権の前身）予選1回戦ではポーランドに勝利したが、2回戦（準々決勝、勝てば本大会出場）ではソビエト連邦との対戦を拒否して不戦敗となった。1962年にはチリで開催された1962 FIFAワールドカップに出場したが、ブラジル代表、チェコスロバキア代表、メキシコ代表と同居したグループの最下位でグループリーグ敗退に終わった。なお、同大会ではブラジルが優勝し、チェコスロバキアが準優勝している。
1964年にはジョゼップ・マリア・フステ、アマンシオ・アマロ、ホセ・アンヘル・イリバル、ヘスス・マリア・ペレーダなどとともに、地元スペインで開催された1964 欧州ネイションズカップに出場。本大会はスペイン、デンマーク、ハンガリー、ソビエト連邦の4ヶ国が出場し、トーナメント戦でいきなり準決勝から行なわれた。ハンガリー戦ではペレーダの先制点をアシストし、延長戦でアマンシオ・アマロが決勝点を挙げた。決勝は前回大会王者のソビエト連邦との対戦となった。再びスアレスのクロスからペレーダが先制点を決め、マルセリーノ・マルティネスの決勝点もスアレスのペレーダへのパスが起点となった。スペインの初優勝に大きく貢献し、自身は大会のベストイレブンに選出された。
1966年にはイングランドで開催された1966 FIFAワールドカップに出場し、フランツ・ベッケンバウアーを擁する西ドイツ代表、アルゼンチン代表、スイス代表と同組となったが、2大会連続でグループリーグ敗退に終わった。スペイン代表はUEFA欧州選手権1968と1970 FIFAワールドカップは予選で敗退し、本大会に出場していない。スペイン代表としては1972年までに32試合に出場して14得点を挙げた。

### 指導者時代
現役引退後は指導者となった。ジェノアCFCのユースチームを指揮した後、1975年に初めて古巣インテルの監督に就任し、インテルでは計3度（最初以外は暫定監督）に渡って采配を振るった。1980年から1982年にはU-21スペイン代表監督を務め、1988年にはミゲル・ムニョス監督の後任としてスペイン代表監督に就任。27試合を指揮し、イタリアで開催された1990 FIFAワールドカップでは2次リーグまで勝ち進んだ。
指導者を退いてからはインテルのスカウトなどを務めた。

### 晩年
2023年7月9日にミラノで88歳で亡くなった。

## タイトル

### クラブ
- バルセロナ

プリメーラ・ディビシオン優勝 (2) : 1958-59, 1959-60
コパ・デル・レイ優勝 (2) : 1956-57, 1958-59
インターシティーズ・フェアーズカップ優勝 (2) : 1957-58, 1959-60
- インテル

セリエA優勝 (3) : 1962-63, 1964-65, 1965-66
UEFAチャンピオンズカップ優勝 (2) : 1963-64, 1964-65
インターコンチネンタルカップ優勝 (2) : 1964, 1965

### 代表
- スペイン代表

UEFA欧州選手権優勝 (1) : 1964

### 個人
- バロンドール (1) : 1960
- UEFA欧州選手権ベストイレブン (1) : 1964

| 年   | 所属クラブ            | 順位 | ポイント   | 受賞者                                       |
| ---- | --------------------- | ---- | ---------- | -------------------------------------------- |
| 1958 | FCバルセロナ          | 14位 | 3ポイント  | レイモン・コパ（71ポイント）                 |
| 1959 | FCバルセロナ          | 4位  | 22ポイント | アルフレッド・ディ・ステファノ（80ポイント） |
| 1960 | FCバルセロナ          | 1位  | 54ポイント | 自分                                         |
| 1961 | FCバルセロナ/インテル | 4位  | 40ポイント | オマール・シヴォリ（46ポイント）             |
| 1962 | インテル              | 15位 | 3ポイント  | ヨゼフ・マソプスト（65ポイント）             |
| 1963 | インテル              | 8位  | 5ポイント  | レフ・ヤシン（73ポイント）                   |
| 1964 | インテル              | 2位  | 43ポイント | デニス・ロー（61ポイント）                   |
| 1965 | インテル              | 3位  | 45ポイント | エウゼビオ（67ポイント）                     |

## 個人成績
| クラブ   | クラブ                           | クラブ       | 国内リーグ | 国内リーグ | 国内カップ | 国内カップ | 欧州カップ | 欧州カップ | 通算 | 通算 |
| シーズン | クラブ                           | ディビジョン | 出場       | 得点       | 出場       | 得点       | 出場       | 得点       | 出場 | 得点 |
| スペイン | スペイン                         | スペイン     | 国内リーグ | 国内リーグ | 国内カップ | 国内カップ | 欧州カップ | 欧州カップ | 通算 | 通算 |
| -------- | -------------------------------- | ------------ | ---------- | ---------- | ---------- | ---------- | ---------- | ---------- | ---- | ---- |
| 1953–54  | デポルティーボ                   | プリメーラ   | 17         | 3          | -          | -          | -          | -          | 17   | 3    |
| 1953–54  | バルセロナ                       | プリメーラ   | 0          | 0          | 7          | 0          | -          | -          | 7    | 0    |
| 1954–55  | エスパーニャ・インドゥストリアル | セグンダ     |            |            |            |            |            |            |      |      |
| 1954–55  | バルセロナ                       | プリメーラ   | 6          | 3          | 1          | 1          | -          | -          | 7    | 4    |
| 1955–56  | バルセロナ                       | プリメーラ   | 17         | 6          | 2          | 0          | 0          | 0          | 19   | 6    |
| 1956–57  | バルセロナ                       | プリメーラ   | 21         | 13         | 2          | 0          | 0          | 0          | 21   | 13   |
| 1957–58  | バルセロナ                       | プリメーラ   | 12         | 2          | 6          | 5          | 2          | 2          | 20   | 9    |
| 1958–59  | バルセロナ                       | プリメーラ   | 26         | 14         | 9          | 6          | 2          | 0          | 37   | 20   |
| 1959–60  | バルセロナ                       | プリメーラ   | 23         | 13         | 2          | 0          | 10         | 1          | 35   | 14   |
| 1960–61  | バルセロナ                       | プリメーラ   | 17         | 10         | 0          | 0          | 11         | 5          | 28   | 15   |
| イタリア | イタリア                         | イタリア     | 国内リーグ | 国内リーグ | 国内カップ | 国内カップ | 欧州カップ | 欧州カップ | 通算 | 通算 |
| 1961–62  | インテル                         | セリエA      | 27         | 11         | -          | -          | 5          | 4          | 32   | 15   |
| 1962–63  | インテル                         | セリエA      | 29         | 8          | 1          | 0          | -          | -          | 30   | 8    |
| 1963–64  | インテル                         | セリエA      | 27         | 3          | -          | -          | 9          | 1          | 36   | 4    |
| 1964–65  | インテル                         | セリエA      | 29         | 8          | 3          | 1          | 9          | 2          | 41   | 11   |
| 1965–66  | インテル                         | セリエA      | 27         | 5          | 2          | 0          | 7          | 0          | 36   | 5    |
| 1966–67  | インテル                         | セリエA      | 32         | 3          | 2          | 1          | 9          | 1          | 43   | 5    |
| 1967–68  | インテル                         | セリエA      | 29         | 2          | 9          | 1          | -          | -          | 38   | 3    |
| 1968–69  | インテル                         | セリエA      | 29         | 1          | -          | -          | -          | -          | 29   | 1    |
| 1969–70  | インテル                         | セリエA      | 28         | 1          | 5          | 1          | 10         | 1          | 43   | 3    |
| 1970–71  | UCサンプドリア                   | セリエA      | 28         | 5          | 3          | 2          | -          | -          | 31   | 7    |
| 1971–72  | UCサンプドリア                   | セリエA      | 27         | 4          | 4          | 1          | -          | -          | 31   | 5    |
| 1972–73  | UCサンプドリア                   | セリエA      | 8          | 0          | 3          | 1          | -          | -          | 11   | 1    |
| 通算     | スペイン                         | スペイン     | 139        | 64         |            |            |            |            |      |      |
| 通算     | イタリア                         | イタリア     | 320        | 51         |            |            |            |            |      |      |
| 通算     |                                  |              |            |            |            |            |            |            |      |      |

### 代表での出場記録
| スペイン代表 | スペイン代表 | スペイン代表 |
| 年           | 出場         | 得点         |
| ------------ | ------------ | ------------ |
| 1957         | 6            | 4            |
| 1958         | 3            | 2            |
| 1959         | 5            | 5            |
| 1960         | 7            | 3            |
| 1961         | 1            | 0            |
| 1962         | 2            | 0            |
| 1963         | 1            | 0            |
| 1964         | 2            | 0            |
| 1965         | 2            | 0            |
| 1966         | 2            | 0            |
| 1967         | 0            | 0            |
| 1968         | 0            | 0            |
| 1969         | 0            | 0            |
| 1970         | 0            | 0            |
| 1971         | 0            | 0            |
| 1972         | 1            | 0            |
| 通算         | 32           | 14           |

### 代表での得点
| #   | 日付           | 場所         | 対戦相手       | スコア | 最終結果 | 大会                                    |
| --- | -------------- | ------------ | -------------- | ------ | -------- | --------------------------------------- |
| 1.  | 1957年3月10日  | マドリード   | スイス         | 1–1    | 2–2      | 1958 FIFAワールドカップ・ヨーロッパ予選 |
| 2.  | 1957年3月31日  | ブリュッセル | ベルギー       | 0–2    | 0–5      | 親善試合                                |
| 3.  | 1957年3月31日  | ブリュッセル | ベルギー       | 0–5    | 0–5      | 親善試合                                |
| 4.  | 1957年5月8日   | グラスゴー   | スコットランド | 2–2    | 4–2      | 1958 FIFAワールドカップ・ヨーロッパ予選 |
| 5.  | 1958年3月13日  | パリ         | フランス       | 1–2    | 2–2      | 親善試合                                |
| 6.  | 1958年10月15日 | マドリード   | 北アイルランド | 4–1    | 6–2      | 親善試合                                |
| 7.  | 1959年6月28日  | ホジュフ     | ポーランド     | 1–1    | 2–4      | UEFA欧州選手権1960予選                  |
| 8.  | 1959年6月28日  | ホジュフ     | ポーランド     | 1–3    | 2–4      | UEFA欧州選手権1960予選                  |
| 9.  | 1959年11月22日 | バレンシア   | オーストリア   | 2–0    | 6–3      | 親善試合                                |
| 10. | 1959年11月22日 | バレンシア   | オーストリア   | 3–0    | 6–3      | 親善試合                                |
| 11. | 1959年12月17日 | パリ         | フランス       | 0–1    | 4–3      | 親善試合                                |
| 12. | 1960年7月10日  | リマ         | ペルー         | 0–2    | 1–3      | 親善試合                                |
| 13. | 1960年7月10日  | リマ         | ペルー         | 0–3    | 1–3      | 親善試合                                |
| 14. | 1960年10月26日 | ロンドン     | イングランド   | 2–2    | 4–2      | 親善試合                                |